# Lakarobius alboniger
Lakarobius alboniger är en spindelart som beskrevs av Berry, Beatty, Prószynski 1998. Lakarobius alboniger ingår i släktet Lakarobius och familjen hoppspindlar. Inga underarter finns listade i Catalogue of Life.